# Москвін Іван Михайлович
Іва́н Миха́йлович Москві́н (6 (18) червня 1874 , Москва  — 16 лютого 1946 , Москва ) — російський радянський актор і театральний режисер, народний артист СРСР (1936), лауреат Сталінської премії першого ступеня (1943; 1946).

## Біографія
Народився 6 (18) червня 1874 року в Москві. У 1893 році вступив до музично-драматичного училища Московського філармонічного товариства (драматичний клас В. І. Немировича-Данченка). На випускних іспитах грав ролі доктора Ранка («Нора» Ібсена) і Елесі («Не було ні гроша, так раптом алтин» Островського), вже тоді порушуючи правила амплуа.
Після закінчення училища брав участь у антрепризі Г. Н. Федотової. У 1896–1898 роках працював у Ярославському театрі і в театрі Корша в Москві. З 1898 року актор і режисер МХАТа. З 1919 року Москвін почав зніматися в кіно. У театрі Москвін пробував себе в режисурі. У 1908 році на сцені МХАТу він поставив «Синього птиха» і «Ревізора», у 1914-му — «Смерть Ползухіна», у 1939-му — «Три товстуни».
1936 року він отримав звання Народного артиста СРСР і став депутатом Верховної Ради СРСР. 1943 року став директором МХАТу.
Помер 16 лютого 1946 року в Москві. З 1946 по 1994 рік його ім'я носила вулиця Москвіна (нині Петровський провулок).
1955 року його іменем було названо вулицю у Києві.